# 比肖普 (伊利諾伊州)
比肖普（英語：Bishop）是位於美國伊利諾伊州梅森縣的一個非建制地區。該地的面積和人口皆未知。

## 地理
比肖普的座標為40°20′45″N 89°52′29″W / 40.34583°N 89.87472°W，而該地的平均海拔高度為150米（即492英尺）。